# Pachyrhizus ferrugineus
Pachyrhizus ferrugineus là một loài thực vật có hoa trong họ Đậu. Loài này được (Piper) M.Sorensen miêu tả khoa học đầu tiên.